# 9. korpus (Avstro-Ogrska)
9. korpus (izvirno nemško 9. Korps) je bil korpus avstro-ogrske kopenske vojske, ki je bil aktiven med prvo svetovno vojno.

## Zgodovina
Ob pričetku prve svetovne vojne je bil korpus zadolžen za področje Bohemije.
Naborni okraj korpusa je obsegal: Tschaslau, Hohenmauth, Jičín, Jungbunzlau, Komotau, Königgrätz, Theresienstadt in Turnau.

## Organizacija
April 1914
- 10. pehotna divizija
- 29. pehotna divizija
- 9. konjeniška brigada
- 9. poljskoartilerijska brigada
- 9. oskrbovalna divizija

## Poveljstvo
Poveljniki (Kommandanten)
- Gustav von Wocher: november 1849 - april 1850
- Franz Schaaffgotsche: april 1850 - oktober 1859

- ukinjen
- Ernst Hartung: maj - oktober 1866

- ukinjen
- Gustav von König: januar 1883 - marec 1888
- Philipp von Grünne: marec 1888 - september 1889
- Leopold von Croy: september 1889 - junij 1894
- Emanuel Merta: junij 1894 - junij 1899
- Hugo von Klobus: junij 1899 - november 1902
- Franz Schönaich: december 1902 - marec 1905
- Julius Latscher von Lauendorf: april 1905  oktober 1906
- Albert von Koller: november 1906 - oktober 1908
- Adolf Rummer von Rummershof: oktober 1908 - december 1912
- Lothar von Hortstein: december 1912 - avgust 1914
- Johann von Friedel: avgust - november 1914
- Rudolf Kralicek: november 1914 - oktober 1916
- Ernst von Kletter: oktober 1916 - avgust 1917
- Ludwig Koennen-Horák von Höhenkampf: avgust - oktober 1917
- Anton Liposcak: oktober 1917 - februar 1918
- Alfred von Schenk: februar - april 1918

- razpuščeno: april - september 1918
- Josef Schneider von Manns-Au: april - november 1918

Načelniki štaba (Stabchefs)
- Karl von Körber: november 1849 - februar 1851
- Gideon Krismanic: april 1851 - marec 1856
- Adolf Rothmund: marec 1856 - januar 1857
- Karl Drechsler: januar 1857 - oktober 1859

- ukinjen
- Ludwig von Pielsticker: maj - oktober 1866

- ukinjen
- Hermann von Pokorny: januar - oktober 1883
- Christian von Kerczek: oktober 1883 - april 1886
- Karl Horsetzky von Hornthal: april 1886 - april 1891
- Moritz Steinsberg: april 1891 - marec 1897
- Eduard Gangl: marec 1897 - april 1903
- Arnold Madlé: april 1903 - oktober 1905
- Karl von Langer: oktober 1905 - april 1907
- Oswald Kunesch: april 1907 - april 1912
- August Martinek: april 1912 - avgust 1914
- Gustav Krammer von Marchau: avgust 1914 - september 1916
- Nikolaus Ruzicic von Sanodol: september 1916 - oktober 1917
- Theodor Gyurits von Vitesz-Sokolgrada: oktober 1917 - april 1918
- Erich von Hüttenbrenner: april - november 1918